# Catedral de Módica

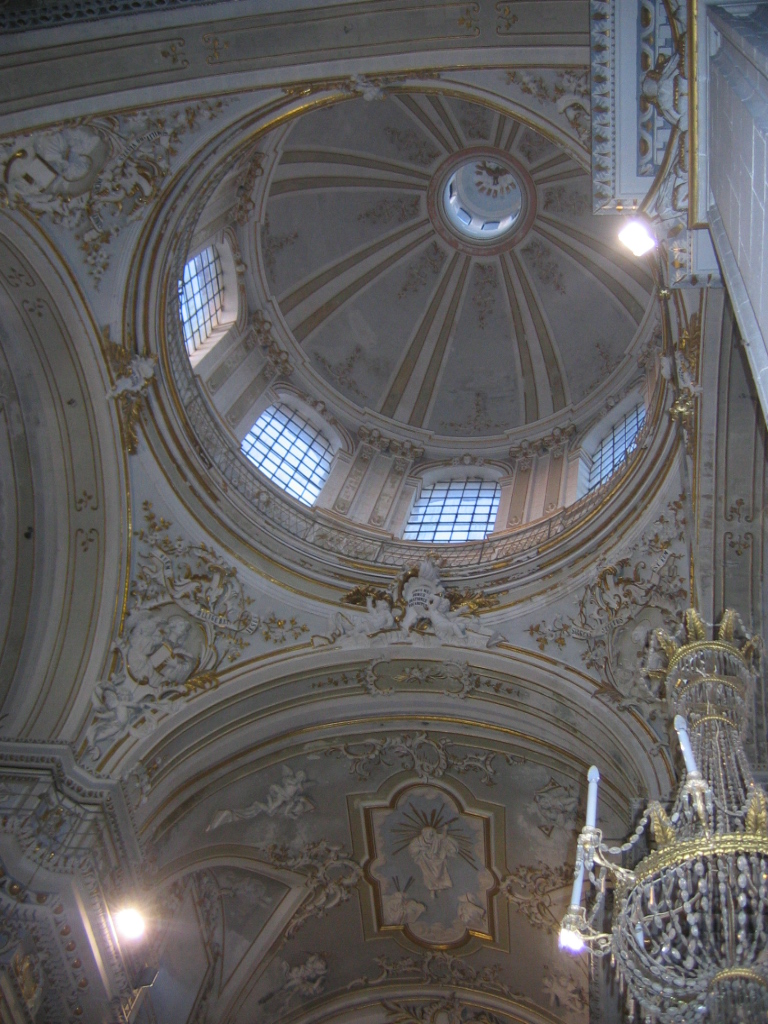
La cúpula.

La Catedral de Módica (en italiano: duomo di San Giorgio) es la iglesia principal de la ciudad de Módica, en Sicilia, Italia, y está incluida en la lista del Patrimonio de la Humanidad de la Unesco. Es considerado a menudo uno de los monumentos más emblemáticos del barroco siciliano, del que representa su arquitectura más escenográfica y monumental. El historiador del arte Maurizio Fagiolo dell'Arco afirmó que esta iglesia «quizá estaría incluida entre las siete maravillas del mundo barroco».
El edificio tal y como se presenta actualmente es el resultado de su reconstrucción entre los siglos xvii y xviii, realizada tras los desastrosos terremotos que sufrió Módica en 1542, en 1613 y en 1693 (el más grave); también ocasionaron leves daños los seísmos producidos en la zona iblea en el curso del siglo xviii y en 1848.

## Historia
El primer documento oficial que certifica la presencia de una iglesia dedicada a san Jorge en la ciudad de Modica es una bula pontificia de 1150 firmada por el papa Eugenio III, que ponía la Ecclesia S. Giorgi de Mohac, junto con la de S. Giovanni Evangelista ya presente en la parte alta de la ciudad, bajo la tutela del Monasterio de Mileto, en Calabria. Sin embargo, probablemente su primera edificación fuera ordenada directamente por el conde Roger I de Sicilia tras la conquista normanda de la isla, en torno a 1090. San Giorgio fue elevada a la dignidad de colegiata mediante una bula de Urbano VIII del 6 de noviembre de 1630.
La reconstrucción del siglo xvii fue proyectada por el arquitecto fray Marcello da Palermo, de los franciscanos reformados de Módica, y la primera piedra se puso en 1643. El maestro de obras o capomaestro della fabbrica di S. Giorgio, promovido posteriormente en 1649 a capomaestro incegniero della città di Modica, era Carlo D'Amico, también originario de Palermo.
Sigue siendo desconocido el nombre del autor del proyecto de remodelación del siglo xviii de la fachada, aunque las conclusiones extraídas de atentos estudios inducen a pensar, también teniendo en consideración la larga duración de las obras, en una reelaboración continua por parte de los más válidos arquitectos del siglo xviii siciliano, entre ellos Rosario Gagliardi para el proyecto inicial, Francesco Paolo Labisi de Noto a partir de 1761 (para la construcción del tercer orden, aunque fue sustituido de la dirección de las obras y confiada a maestros de obra), y finalmente Carmelo Cultraro para la coronación del tercer orden con la construcción de una aguja, entre 1841 y 1842. Gagliardi y Làbisi, pese a actuar en un ámbito puramente siciliano, eran profesionales actualizados y buenos conocedores del estilo barroco y tardo barroco italiano y europeo de la época. Esta fachada se convirtió en el modelo para edificios posteriores como la Catedral de Dresde, completada en 1753 según el proyecto del italiano Gaetano Chiaveri.
Las obras para la remodelación del primer orden de la fachada del siglo xvii, que había resistido a las fuertes sacudidas del terremoto del 1693, usaron la técnica de la giustapposizione, es decir, desmontar pequeñas porciones para reconstruir encima; empezaron en 1702 y se completaron en 1738, manteniendo el antiguo estilo. Fueron abundantes las ofrendas para las restauraciones o las edificaciones ex novo realizadas por parte de los fieles de la ciudad, a las cuales se añadieron una importante contribución del municipio y el generoso gesto del rey Felipe IV, que renunció a favor de la iglesia a la contribución anual que el condado debía aportar al patrimonio real de España; en pocos meses, se reunieron 5350 onzas, equivalentes a varios millones de euros actuales. De la fachada previa al terremoto, la construida según el modelo del fray Marcello, se dañó solo una parte, el arco de una puerta, que fue reconstruido entre 1702 y 1704, con un coste de apenas trescientas onzas, incluida la reconstrucción de una parte del techo de la nave central y del campanario. La entrega de las obras fue solemnemente festejada en la ciudad el 9 de febrero de 1738 con un desfile realizado ante la presencia de todas las autoridades religiosas (el obispo de Siracusa, Matteo Trigona, a la cabeza), civiles y militares de la época. Posteriormente hubo una larga pausa entre 1738 y 1760.
El primer orden de la fachada actual estaba ya completo en 1760, año en el que se encargó a Làbisi un proyecto que, partiendo del refuerzo de la estructura portante del primer orden, permitiera que este último soportara el peso del segundo y del tercer orden previstos por ese mismo proyecto manteniendo una uniformidad estilística, pese al audaz diseño de elevar una fachada a torre. La obra de Labisi fue muy importante, ya que consiguió diseñar el segundo y el tercer orden de manera perfectamente armónica respecto al estilo tardo barroco en el que se había reconstruido el primer orden de la fachada, remodelado algunas décadas antes según el diseño o de Gagliardi (de cuyos diseños no tenemos testimonios, pero que trabajaba en Módica, por ejemplo, en 1714, para la fachada de la actual iglesia dedicada a Santa Maria del Soccorso) o de otro arquitecto (hay pagos, anteriores a 1761, por parte del canónigo Francesco Gaetano Basile, tesorero de San Giorgio, a favor de Vincenzo Sinatra, también de Noto, alumno de Gagliardi), que se basaba en sus dictámenes. El tercer orden fue completado en 1780 y en 1777 se colocaron las campanas más grandes en la celda construida para tal fin, y el reloj mecánico en su cuadrante. De esta manera, quedaron vacíos, tal y como los vemos actualmente, la celda para las campanas del segundo orden y el relativo cuadrante del reloj.
La reconstrucción en un nuevo estilo de la fachada de la catedral, a una distancia de 78 años del inicio de las obras, podía considerarse en este momento casi completada, aunque faltaba la coronación del tercer orden y la aguja final con la cruz. A esto procedió, con un proyecto suyo, el ragusano Carmelo Cultraro, ayudado por los maestros Primo Muccio y Gaudenzio Lauretta, desde 1841 hasta 1842.
En 1841 (documento del 26 marzo) se encargó al capomaestro di fabbrica Carmelo Cultraro que realizara, en un plazo de un año y cinco meses, una aguja sobre la cual colocar la cruz de hierro, como coronación del proyecto originario de la iglesia: «...los mencionados Cultraro, Muccio y Lauretta... en virtud de este documento auténtico... prometen, y se obligan a... terminar el tercer orden, y hacer el cuarto, el quinto y el sexto orden... con todos los materiales necesarios para esa obra, sólidamente colocados y con una buena composición, la mayor parte de los cuales se deberá revestir con piezas de caliza blanda...»  El encargo a Cultraro, muy detallado, enumera minuciosamente las esculturas, las formas, los frisos y las decoraciones de las que se debía dotar la cúspide de la iglesia. En 1842 este proyecto estaba enteramente completado, como atestigua una placa de piedra colocada en la coronación del tercer orden.

## Descripción

### Exterior

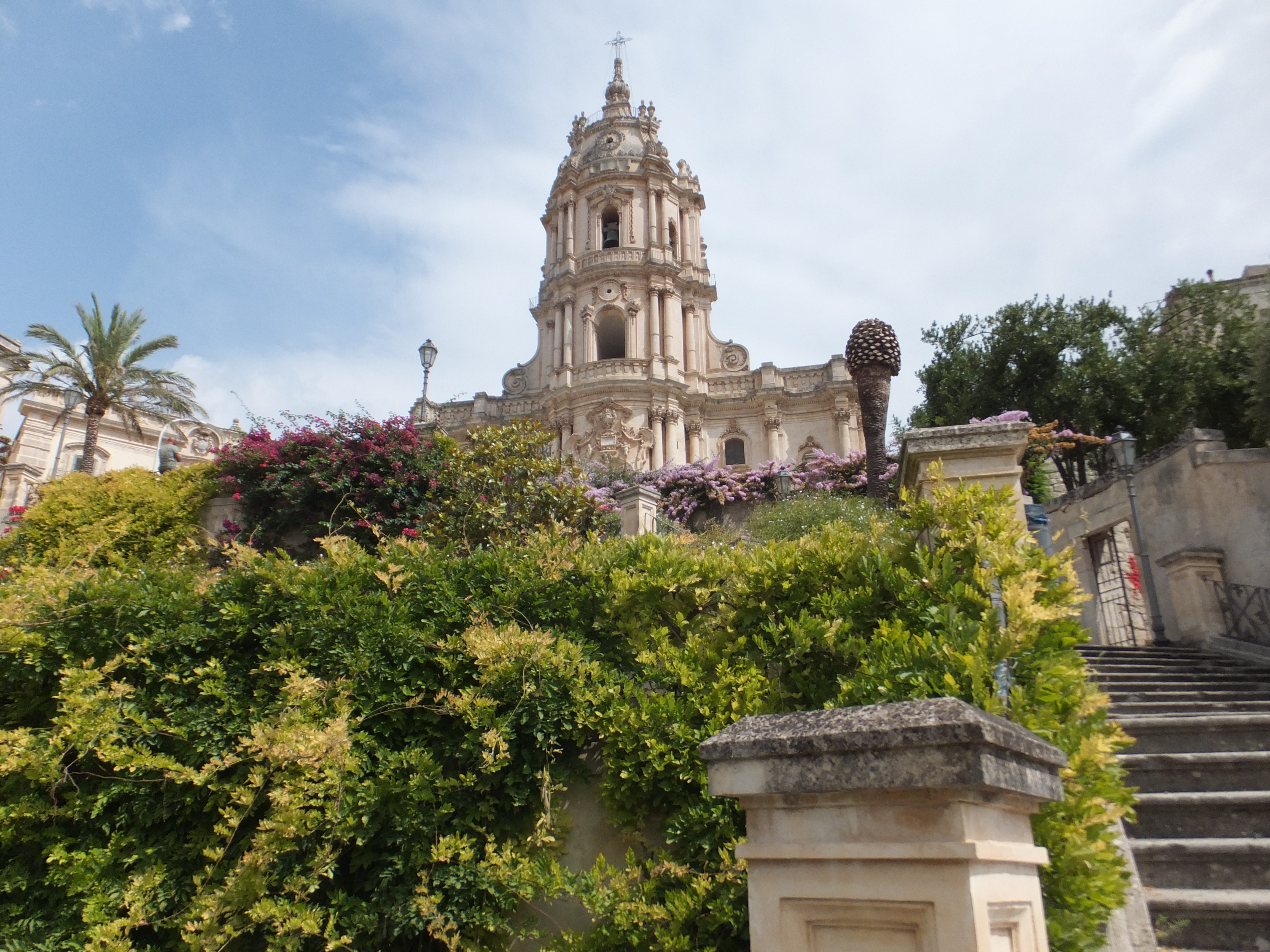
La escalinata y los jardines de la catedral.

La imponente fachada con forma de torre, que tiene una altura total de 62 metros, fue construida a partir de 1702 y completada en 1842, con la coronación final y con la colocación de la cruz de hierro sobre la aguja.
La fachada actual (que muestra sorprendentes analogías con la coetánea Hofkirche de Dresde) fue realizada modificando, quizá también con demoliciones parciales, la preexistente del siglo xvii, de la que no tenemos documentos ni dibujos pero que había resistido a la fuerza del terremoto. Por otro lado nunca se suspendieron las actividades litúrgicas en la catedral, salvo algún mes después del tremendo terremoto del 1693, que hizo que se derrumbaran los techos, reconstruidos los cuales ya en 1696, en el momento de la visita pastoral del obispo de Siracusa, la iglesia estaba en el pleno ejercicio de sus funciones.
La cúpula tiene una altura de 36 metros. Una escenográfica escalinata de 164 escalones, diseñada por el jesuita Francesco Di Marco en 1814 y completada en 1818, conduce a los cinco portales del templo, que hacen de preludio de las cinco naves internas de la iglesia. El interior tiene una planta basilical a cruz latina y tres ábsides después del transepto. La parte de la escalinata bajo el Corso San Giorgio fue proyectada en 1874 por el arquitecto Alessandro Cappellani Judica y completada en 1880. La vista frontal de todo el conjunto está enriquecida por un jardín colgante a varios niveles, llamado Orto del Piombo, bordeado por la escalinata monumental, y compone una escenografía que recuerda a la iglesia de Trinità dei Monti de Roma.

### Interior
El interior de la iglesia es a cinco naves y tiene veintidós columnas coronadas por capiteles corintios. Está dedicado a los mártires San Jorge e Hipólito, y entre las naves se puede admirar un grandioso órgano con cuatro teclados, ochenta registros y tres mil tubos, completamente funcional, construido entre 1885 y 1888 por el bergamasco Casimiro Allieri; un cuadro de escuela toscana, La Asunción, del tardo-manierista florentino Filippo Paladini (1610); una deliciosa pintura naif sobre madera, La Natividad, del pintor milanés Carlo Cane (1615-1688), de la segunda mitad del siglo xvii; el lienzo de 1671 El martirio de san Hipólito, firmado por el poco conocido Cicalesius; y una estatua de mármol de escuela gaginiana, la Virgen de la Nieve, del taller palermitano de Bartolomeo Berrettaro y Giuliano Mancino, de 1511. Sobre el altar en el fondo de una de las dos naves de la derecha se encuentra el Arca Sagrada, llamada Santa Cassa, una obra de plata con incrustaciones construida en Venecia en el siglo xiv y donada a la iglesia por los condes mecenas de la dinastía de los Chiaramonte.

### El reloj de sol

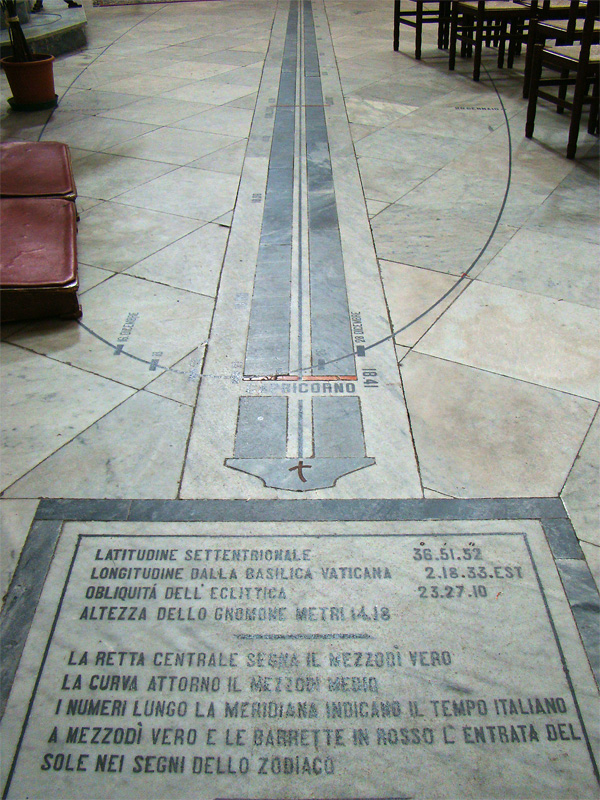
El reloj de sol.

Sobre el pavimento delante del altar mayor, en 1895 el matemático Armando Perini diseñó un reloj de sol analemático; a mediodía, el rayo de sol, que entra desde el agujero del gnomon colocado en lo alto a la derecha, marca sobre el reloj de sol el mediodía local. En el extremo izquierdo del reloj, una placa del pavimento contiene la indicación de las coordinadas geográficas de la iglesia.

#### El políptico de Bernardino Nigro
Una sección aparte merece el grandioso políptico colocado en el fondo de la pared absidial detrás del altar mayor, compuesto por diez tablas, pintadas, según se creía hasta los años setenta del siglo pasado, en 1513 por el mesinés Girolamo Alibrandi (1470-1524, conocido como el «Rafael de Sicilia»). Representa las escenas de la Sagrada Familia y de la vida de Jesús desde su nacimiento hasta su resurrección y su ascensión, además de dos paneles con las clásicas iconografías de los dos santos caballeros: san Jorge derrotando al dragón y san Martín dividiendo su manto con Jesús, que se le presenta bajo el disfraz de un pobre mendigo. La fecha y el autor del políptico, discutidos a causa de la difícil lectura de la tercera cifra bajo el abdomen del caballo de san Martín, parecían corroborados por el hecho de que Girolamo Alibrandi, además de ser contemporáneo y conciudadano, también era cuñado de Giovanni Resalibra da Messina, el hábil tallador y dorador de las cornisas y de toda la tribuna que contiene los diez retablos que componen el políptico.
Nunca tuvo ninguna duda de que el autor del políptico fuera Girolamo Alibrandi el historiador del arte Gioacchino Di Marzo (1839-1916), que alegaba como pruebas, además de la datación, también la afinidad de estilo que la Presentación de Jesús en el templo (una de las diez tablas de Módica), presenta con el famoso cuadro del mismo tema realizado en 1519 por Alibrandi para la compañía de la Candelora en Mesina, actualmente expuesto en el Museo Nacional de esa misma ciudad.
Por otra parte, la hipótesis de que un obra maestra pictórica tal se pudiera atribuir al pintor manierista Bernardino Nigro (1538-1590) o Niger (no es cierto su nacimiento en Módica, pues Di Marzo indicó Biancavilla en su lugar, pero sí es cierto el matrimonio celebrado entre el M.(aestro) Bernardino Nigro y Agata Scolaro el 1 de octubre de 1573 en la iglesia de San Giorgio de Módica), como hacían algunos leyendo la fecha indicada en un pequeño recuadro blanco bajo el abdomen del caballo como 1573, fue puesta en duda por la jovencísima edad, quince años, si se diera por bueno su año de nacimiento oficial, 1558, que Nigro habría tenido a la finalización de un políptico tan grandioso. Decisivo sin embargo para la atribución a Nigro fue la intervención del profesor Librando en 1980, cuando publicó un ensayo en el que se reproduce una Canción del pintor siracusano Girolamo Gomes, contemporáneo de Nigro, titulada: Canzuni di / Gilormu Comes / in laudi / di Binnardinu Lu Nigru / Pitturi, che iendu à Modica a pinciri un / San Giorgi, ed' un San Martinu...
Para concluir la controversia sobre el autor del políptico, es muy reciente el descubrimiento, en un volumen notarial conservado en el Archivo de Estado de Módica, del detallado contrato, mediante el cual los procuradores de la iglesia de San Giorgio encargan la realización de la obra a Nigro, a fecha de 26 de septiembre de 1566, por el precio preestablecido de 220 onzas. La fecha de este encargo elimina la posibilidad de que el año de nacimiento del pintor sea 1558, haciendo casi cierta la fecha de 1538.